# 相続税法
相続税法（そうぞくぜいほう、昭和25年3月31日法律第73号）は、相続税および贈与税に関する法律で、国税通則法に対する特別法である。
納税義務者、課税財産の範囲、税額の計算の方法、申告、納付および還付の手続ならびにその納税義務の適正な履行を確保するため必要な事項を定め、1950年（昭和25年）3月31日に公布された。相続税法（昭和22年法律第87号）を全部改正して制定された。

## 沿革

### 明治時代
相続税の設置については、民法起草者のボアソナードは反対の立場をとっていたが、イタリアの御雇外国人パテルノストロらが強く推奨して検討された。1886年には華族世襲財産法（明治19年勅令第34号）により華族世襲財産の家督相続の規定がおかれ、次いで磯部四郎起案の1896年の民法（明治29年法律第89号）は、華族以外の家にも家督相続制度を規定した。こうした前段階を経て、1905年の相続税法（明治38年法律第10号）により、家督相続者に対する相続税の減額規定が設置され、家制度（家父長制）による富の集中が強化された。この規定は次第に拡大され、1942年改正時には、普通遺産相続は家督相続の場合に比べ、税額が2.5倍以上にもなりうる状態が生じた。
ただし一般的な相続税の目的はこれとは異なり、国の人口全体に資する所得再分配を目的として置かれている制度である。

### 昭和後期
戦後になると、1947年3月13日、『華族世襲財産法を廃止する法律』（昭和22年法律第14号）により華族世襲財産法が、同年5月2日には、『皇室令及付属法令廃止の件』（皇室令第12号）により華族令が、それぞれ廃止（施行は、日本国憲法施行の日である同年5月3日）された。また、『日本国憲法の施行に伴う民法の応急的措置に関する法律』（昭和22年法律第74号）によって民法の家督相続制度が適用されないことになり、更に民法の改正が、1948年1月1日に施行され、家督相続制度は消滅した。これらと前後する形で、1947年4月30日、相続税法の全部改正（昭和22年法律第87号）が行われた。
ただ華族世襲財産法廃止を検討する法律案委員会では、法制局長官入江俊郎が「新憲法の施行以前において直ちに廃止の法律を施行する必要が生じた。華族の特権を新憲法の施行まで存続させるだけの十分な理由がないばかりでなく、財産税や農地調整の関係などで、世襲財産として維持して行くことの方が華族にとって不利益である場合もある。同法の中には、これに関連し税法の一部改正、不動産登記法の一部改正、その他の経過規定を設けた」旨を議員に訴えており、華族の家督相続者に対する課税優遇制度維持を模索していたことがうかがえる。

### 政治資金との問題
現行法は、選挙資金の贈与を課税対象外としている。すなわち「公職選挙法（1950年法律第100号）の適用を受ける選挙における公職の候補者が、選挙運動に関し贈与により取得した金銭、物品その他の財産上の利益で同法第189条 （選挙運動に関する収入及び支出の報告書の提出）の規定による報告がなされた」財産の価額は、贈与税の課税価格に算入されないとされている（第21条の3「贈与税の非課税財産」第6号）。この規定は、公職選挙法の適用を受ける選挙についてのものであって、それ以外の政治資金は対象ではない。
相続税法12条1項は、「宗教、慈善、学術その他公益を目的とする事業を行う者で政令で定めるものが相続又は遺贈により取得した財産で当該公益を目的とする事業の用に供することが確実なもの」等についての価額を相続税の課税価格に算入しない規定を設けている。これは、相続財産を例えば、学校法人に寄付した場合に、その額を相続税の対象にしないというものである。政治家の資金管理団体
が、その政治家の死去、引退等で後継者に引き継がれても、もともと政治家の資産ではないとされていることから、相続税や贈与税の課税が行われないことは、2世議員が多くなる原因の一つであると言われている。

## 相続税・贈与税の課税根拠
相続税の課税における理論的根拠、及びこれに対応する課税方式としては、2つの方法がある。
1. 被相続人の遺産そのものに担税力を認める 遺産課税方式。主に、英米法系の国々で採用されている。
2. 相続人が個々に遺産を取得する事実に担税力を認める 遺産取得課税方式。主に、大陸法系の国々で採用されている。

日本では、後者の遺産取得課税方式を採用している。
贈与税の課税目的は、相続税を補完するために課される。その理由は、相続や遺贈によって財産を取得した場合には相続税が課されるところ、被相続人がその生前に子供等へ自らの財産を贈与した場合には課税がなされないとすると、租税回避を誘発し、税負担の衡平を維持できなくなる為である。よって、生前に行われる財産の贈与についても課税することで、相続税を補完しているのである。

## 構成
- 第1章 総則
  - 第1節 通則（第1条 - 第2条の2）
  - 第2節 相続若しくは遺贈又は贈与により取得したものとみなす場合（第3条 - 第9条）
  - 第3節 信託に関する特例（第9条の2 - 第9条の6）
  - 第4節 財産の所在（第10条）
- 第2章 課税価格、税率及び控除
  - 第1節 相続税（第11条 - 第20条の2）
  - 第2節 贈与税（第21条 - 第21条の8）
  - 第3節 相続時精算課税（第21条の9 - 第21条の18）
- 第3章 財産の評価（第22条 - 第26条の2）
- 第4章 申告、納付及び還付（第27条 - 第34条）
- 第5章 更正及び決定（第35条 - 第37条）
- 第6章 延納及び物納（第38条 - 第48条の3）
- 第7章 雑則（第49条 - 第67条の2）
- 第8章 罰則（第68条 - 第71条）
- 附則

## 課税方式
納税義務者、課税財産と非課税財産、計算方法（税率）、申告と納付などが定められている。
- 相続税については、こちらを参照。
- 贈与税については、こちらを参照。